# Negreşti
Negrești (rumænsk udtale: [neˈɡreʃtʲ]) er en by i distriktet Vaslui, i den østlige del af Vestmoldavien, en traditionel region i Rumænien. Det har en befolkning på omkring 7.530 (2021) indbyggere. Dens navn kommer fra den fremtrædende adelsmand Negrea, som havde arbejdet i Alexander 1. af Moldaviens råd.
Byen administrerer seks landsbyer: Căzănești, Cioatele, Glodeni, Parpanița, Poiana og Valea Mare.

## Beliggenhed
Negrești ligger i det centrale moldoviske plateau (Podișul Central Moldovenesc) ved floden Bârlad. Distriktshovedstaden Vaslui er omkring 30 km mod sydøst.

## Historie
Negrești blev første gang nævnt i et dokument i 1590. I 1845 blev det nævnt, at der blev afholdt markeder i landsbyen. Efterfølgende udviklede Negrești sig til et lokalt centrum for handel og håndværk. Den 1. august 1968 blev stedet erklæret for en by. De vigtigste erhverv er landbrug, træ- og fødevareforarbejdning samt tekstil og byggeri.